# Daisys

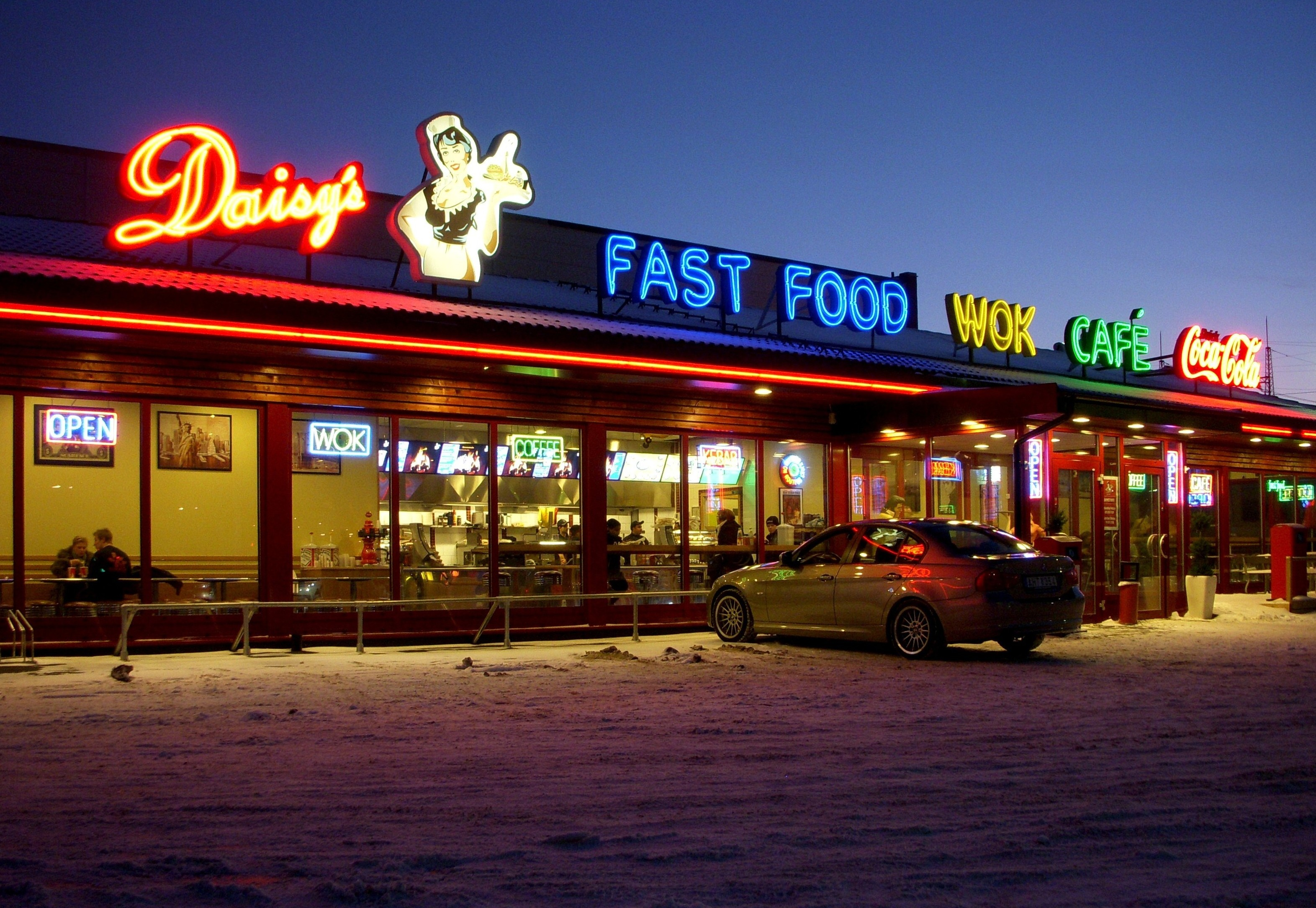
Daisys i Sätra.

Daisys är en svensk hamburgerkedja. 

## Historia
Den första Daisys-restaurangen öppnades vid Skogskyrkogården i Stockholm 1989. Restaurangen blev snabbt känd hos Stockholms motorintresserade ungdomar.
Idag finns det 18 enheter i Sverige. Den senaste Daisys-restaurangen öppnade i juni 2010 i Sätra i södra Stockholm. Detta är även den största Daisys-restaurangen.

## Restauranger
Av restaurangerna på listan ligger alla utom de i Sillekrog/E4 i Stockholms län. 
- Kungsängen
- Skogskyrkogården
- Kallhäll
- Bromma
- Sillekrog Väst
- Sillekrog Öst
- Nynäshamn
- Frösunda
- Veddesta
- Haninge
- Brunna
- Vaxholm
- Gustavsberg
- Vällingby
- Rotebro
- Västerhaninge
- Västberga
- Sätra
- Hornstull
- Stuvsta